# (36342) 2000 NX15
2000 NX15 (asteroide 36342) é um asteroide da cintura principal. Possui uma excentricidade de 0.24597750 e uma inclinação de 4.75362º.
Este asteroide foi descoberto no dia 5 de julho de 2000 por LONEOS em Anderson Mesa.